# Route 223 (Québec)
Pour les articles homonymes, voir Route 223.
La route 223 (R-223) est une route régionale québécoise d'orientation nord / sud située sur la rive sud du fleuve Saint-Laurent et sur la rive ouest de la rivière Richelieu. Elle dessert la région de la Montérégie.

## Tracé
La route 223 débute à la frontière américaine, à Lacolle, comme la continuité de la US 11. Elle se termine à Sorel-Tracy sur la route 132. Elle longe la rive ouest de la rivière Richelieu de la frontière à l'embouchure de celle-ci à Sorel-Tracy, formant au passage un multiplex avec la route 112 à Chambly. Dans son premier tiers, elle est parallèle à l'A-15, alors que dans les deux derniers tiers elle est plutôt parallèle à l'A-30.

Entre le pont Arthur-Branchaud de l'A-20 à Belœil et le pont de l'A-30 à Sorel-Tracy, aucune structure fixe ne permet de traverser la rivière Richelieu sur une distance de plus de 50 km. Pour pallier ce problème, trois services de traversiers saisonniers sont en place et peuvent être empruntés le long de la route 223. Le premier service permet de relier les villages de Saint-Marc-sur-Richelieu sur la rive ouest et de Saint-Charles-sur-Richelieu sur la rive est. Le deuxième service, plus au nord, permet de relier Saint-Antoine-sur-Richelieu à Saint-Denis-sur-Richelieu. Enfin, un troisième service permet de relier Saint-Roch-de-Richelieu à Saint-Ours. Dans tous les cas, la traversée ne prend que quelques minutes. Ces services sont généralement en fonction d'avril à décembre.

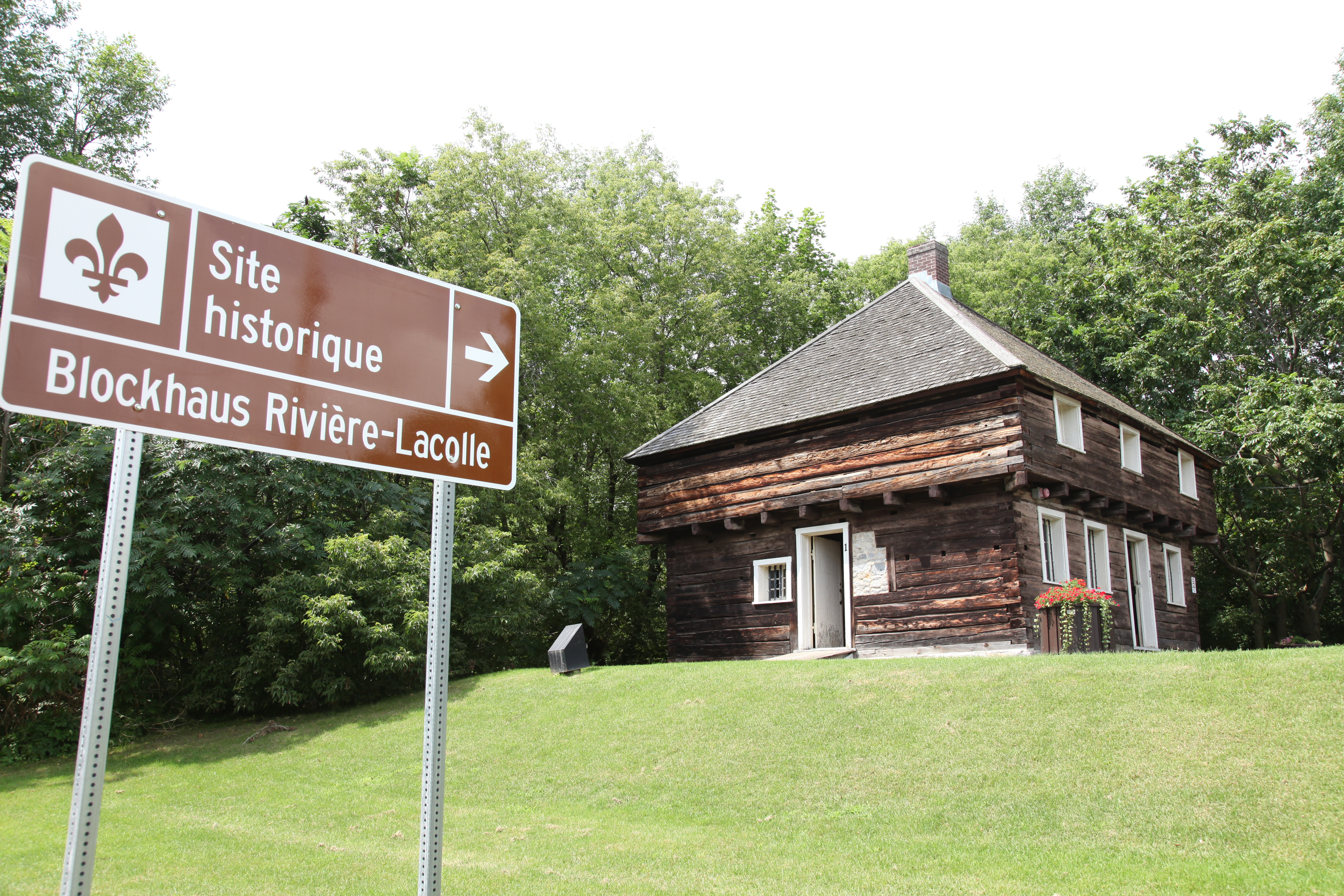
Panneau pour le site historique Blockhaus Rivière-Lacolle en bordure de la route 223.
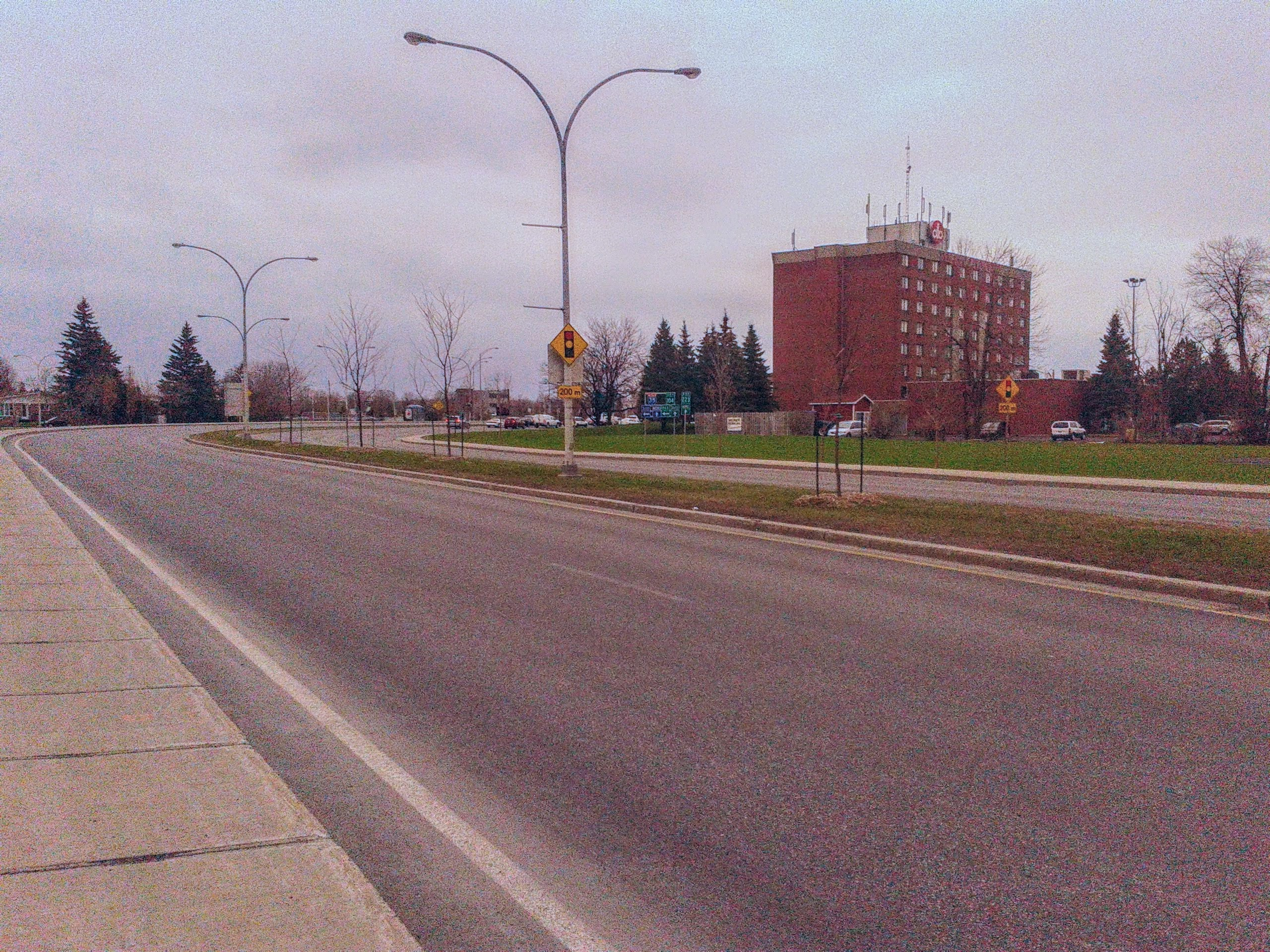
La route 223 traversant Saint-Jean-sur-Richelieu comprend quatre voies divisées par un terre-plein.
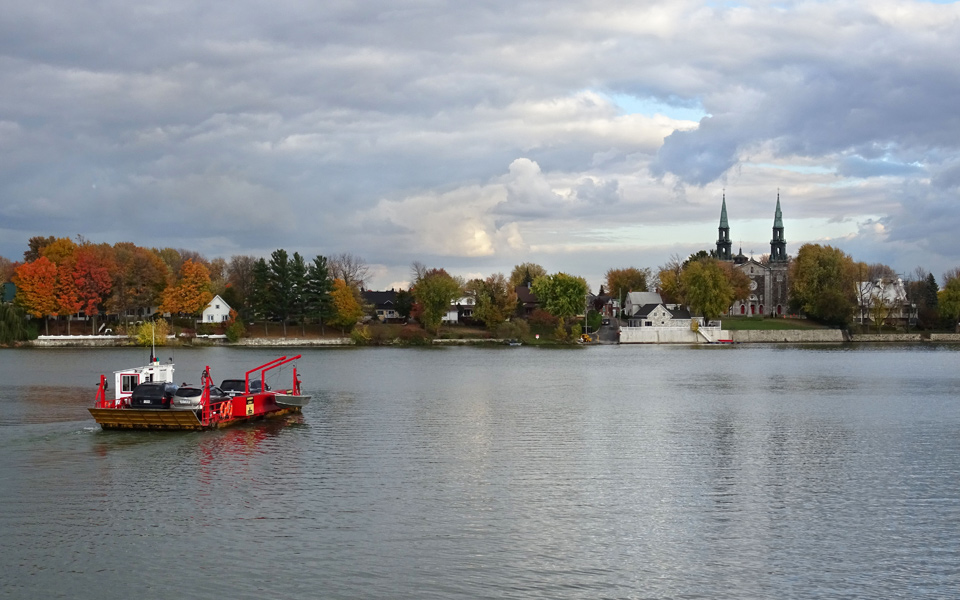
Un traversier relie les routes 223 et 133 à Saint-Antoine-sur-Richelieu.

## Frontière internationale
À son extrémité sud, à Lacolle, la route 223 relie le Québec à l'État de New York, aux États-Unis. À la frontière, la route 223 devient la US 11. La route entre aux États-Unis dans le petit village de Rouses Point, faisant partie de la municipalité de Champlain, dans le comté de Clinton. Le poste frontalier est ouvert à l'année, 24/7.

## Localités traversées (du sud au nord)
Liste des municipalités dont le territoire est traversé par la route 223, regroupées par municipalité régionale de comté.

### Montérégie
Le Haut-Richelieu
- Lacolle
- Saint-Paul-de-l'Île-aux-Noix
- Saint-Blaise-sur-Richelieu
- Saint-Jean-sur-Richelieu

La Vallée-du-Richelieu
- Carignan
- Chambly
- Saint-Basile-le-Grand
- McMasterville
- Belœil
- Saint-Marc-sur-Richelieu
- Saint-Antoine-sur-Richelieu

Pierre-De Saurel
- Saint-Roch-de-Richelieu
- Sorel-Tracy

## Intersections majeures
| MRC                                           | Municipalité                | km     | Destinations                                        | Notes                                                                                |
| --------------------------------------------- | --------------------------- | ------ | --------------------------------------------------- | ------------------------------------------------------------------------------------ |
| Le Haut-Richelieu                             | Lacolle                     | 0,00   | US 11 sud – Rouses Point                            | Continue dans l'État de New York                                                     |
| Le Haut-Richelieu                             | Lacolle                     | 0,00   | Frontière canado-américaine                         |                                                                                      |
| Le Haut-Richelieu                             | Lacolle                     | 7,00   | R-202 – Lacolle, Cowansville, Montréal              | Lacolle et Cowansville indiqués en direction sud, Montréal indiqué en direction nord |
| Le Haut-Richelieu                             | Saint-Jean-sur-Richelieu    | 38,90  | A-35 / R-104 vers I-89 – Chambly, Montréal, Vermont | Sortie 43 de l'A-35 / R-104                                                          |
| La Vallée-du-Richelieu                        | Chambly                     | 52,90  | R-112 est – Granby                                  | Terminus sud du multiplex avec la R-112                                              |
| La Vallée-du-Richelieu                        | Carignan                    | 57,60  | R-112 ouest – Longueuil                             | Terminus nord du multiplex avec la R-112                                             |
| La Vallée-du-Richelieu                        | McMasterville               | 70,00  | Rue Bernard-Pilon vers R-116 / R-229                |                                                                                      |
| La Vallée-du-Richelieu                        | Belœil                      | 75,80  | A-20 – Montréal, Québec                             | Sortie 112 de l'A-20                                                                 |
| La Vallée-du-Richelieu                        | Saint-Marc-sur-Richelieu    | 87,90  | Traversier de Saint-Marc-sur-Richelieu              | Traversier vers Saint-Charles-sur-Richelieu                                          |
| La Vallée-du-Richelieu                        | Saint-Antoine-sur-Richelieu | 99,20  | Traversier de Saint-Antoine-sur-Richelieu           | Traversier vers Saint-Denis-sur-Richelieu                                            |
| Pierre-De Saurel                              | Saint-Roch-de-Richelieu     | 111,20 | Traversier de Saint-Roch-de-Richelieu               | Traversier vers Saint-Ours                                                           |
| Pierre-De Saurel                              | Saint-Roch-de-Richelieu     | 113,50 | Rue Principale vers A-30                            | Sortie 126 de l'A-30                                                                 |
| Pierre-De Saurel                              | Sorel-Tracy                 | 128,30 | A-30 – Montréal, Nicolet                            | Sortie 141 de l'A-30                                                                 |
| Pierre-De Saurel                              | Sorel-Tracy                 | 129,60 | R-132 (Route Marie-Victorin)                        |                                                                                      |
| - Terminus de multiplex - Transition de route |                             |        |                                                     |                                                                                      |